# Kościół św. Ojca Pio w Mołodecznie
Kościół św. Ojca Pio w Mołodecznie – rzymskokatolicki zespół kościelno-klasztorny w Mołodecznie, budowany od 2005 r. Kościół parafialny parafii św. Kazimierza w Mołodecznie. Ma stanowić Sanktuarium św. Ojca Pio. Świątynia znajduje się przy ul. Wielki Gościniec, jednej z głównych ulic miasta.

## Historia
Parafię erygowano w 1919 r., reaktywowano w 2003 r. Pierwotnie wierni gromadzili się przy drewnianym krzyżu, następnie w wojskowym namiocie. W 2004 r. ukończono budowę tymczasowej kaplicy pw. św. Ojca Pio. 16 listopada 2005 roku otrzymano pozwolenie na budowę kościoła. W grudniu 2005 r. rozpoczęto wykopy pod fundamenty. W końcu 2006 r. ukończono piwnice budynku. Budowa była wspierana przez wiernych z Polski. 

## Architektura
Jednonawowy kościół z cegły klinkierowej (którą przywożono z Polski) posiada dwie wieże, dużą nad głównym wejściem oraz małą nad prezbiterium. Od strony południowej do świątyni przylega klasztor. Jest to trzykondygnacyjny budynek zbudowany na planie prostokąta.